# 真念

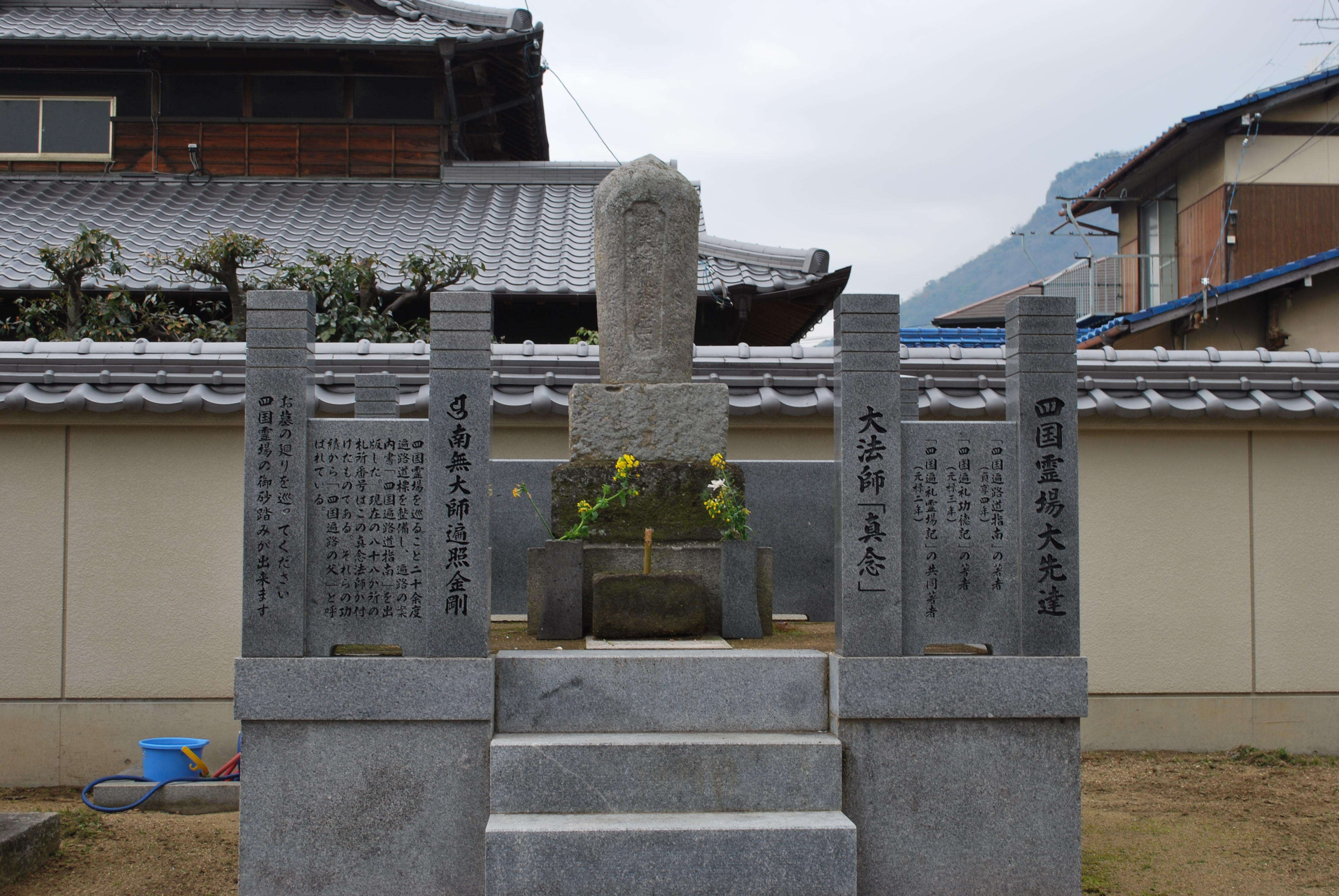
真念法師の墓（洲崎寺）

宥辨 真念（ゆうべん しんねん、出生年は不明、没年は1692年〈元禄5年〉、または1691年〈元禄4年〉の説もある）は、江戸時代初期の高野聖。その生涯の長らくにわたり四国八十八箇所の巡拝を行うとともに、それにまつわる様々な活動を行って四国遍路を広く人々に知らしめたことから「遍路の父」「四国遍路中興の祖」と云われる。土佐国の生まれとされ、遍路巡拝を行わない時には大阪の寺嶋で暮らし、自らを抖そうする頭陀と称した。

## 概要

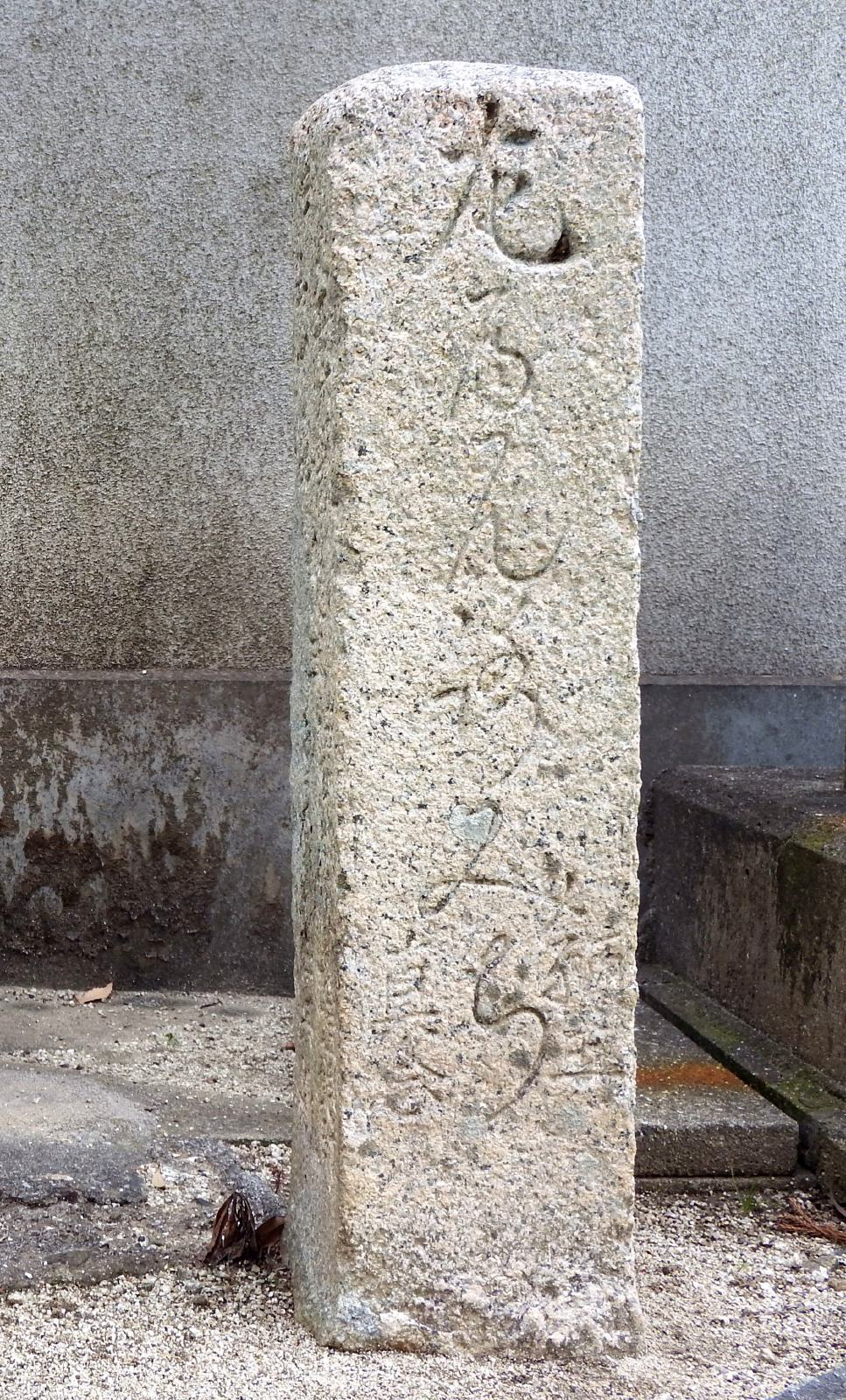
遍路石（延命寺）
真念が四国に建立した現存する24基の標石のひとつ。「為父母六親菩提澄吟 別島也」と記されている。

四国八十八箇所を20回以上歩いて巡拝し、四国遍路について現存する初めての旅行案内書と云われる『四國邊路道指南（しこくへんろみちしるべ）』と、その霊験記である『四國徧禮功徳記』を出版し、また、遍路に宿を貸す人を募り、自ら遍路屋（真念庵）の建立や標石を200基余造立をして、庶民の四国遍路が定着したとされている。
また、雲石堂寂本の『四國徧禮霊場記』の作成に資料を提供した。同記には、初めて各寺の風景が描かれていて、当時の寺の様子が視覚でわかり、各札所の縁起・由緒がまとめられている。同記により四国遍路に興味を持った読者が、真念の本を持って四国遍路に出立するように意図されている。
以上の功績を遺してのち、元禄の初期に遍路巡拝の最中、讃岐国高松藩三木郡内において同郡の大町村と原村（現在の香川県高松市牟礼字大町から字原の区間）を結ぶ元結（もといむすび）峠の東側（原村側）にて倒死したとされる。墓は現地の人々の手により当初は元結峠付近の丘に建てられたとされるが、のちに地域の墓地整理などの紆余曲折を経て牟礼字大町の南三昧墓地に無縁仏として置かれるも、さらにのち1980年（昭和55年）に同墓地にて発見されたことで改めて手厚い供養を行う意図の元、現在は香川県高松市牟礼字宗時の洲崎寺に置かれている。

## 著作
- 四國邊路道指南[6]：1687年（貞享4年）刊行。本書を以て初めて八十八の札所番号が記されていて、番号順に登場する。当書は、真念と寂本に加えて洪卓（真念と同じく聖の仲間）の3人グループで作ったと云われている。1698年（元禄11年）5回目の改刻から1ページあたり6行であったのを8行にして本を薄くし携行しやすくしているのと同時に、タイトルを『四國徧禮道指南』と変更していて、これは寂本の意見だと云われていて、「四国の縁辺を歩く人」という意味であったのから「人の生きる道を模索する人」との意味が込められた。内容として、旅に出る服装と持ち物、参拝方法、寺の立地と向き、本尊が秘仏か否か・姿態・大きさ・作者、御詠歌、道順、札所間の距離、宿の情報などが綿密に記されている。真念の没後、『四國邊路道指南増補大成』という形で明治時代まで引き継がれていくが内容はほとんど刷新されなかった[7]。
- 四國徧禮功徳記：内容は次のような順で書かれている。仏教の利益と解説、八十八箇所の成立と88の理由、27の霊験話、大師の御家姓の事